# Olympische Sommerspiele 1952/Leichtathletik – 100 m (Frauen)

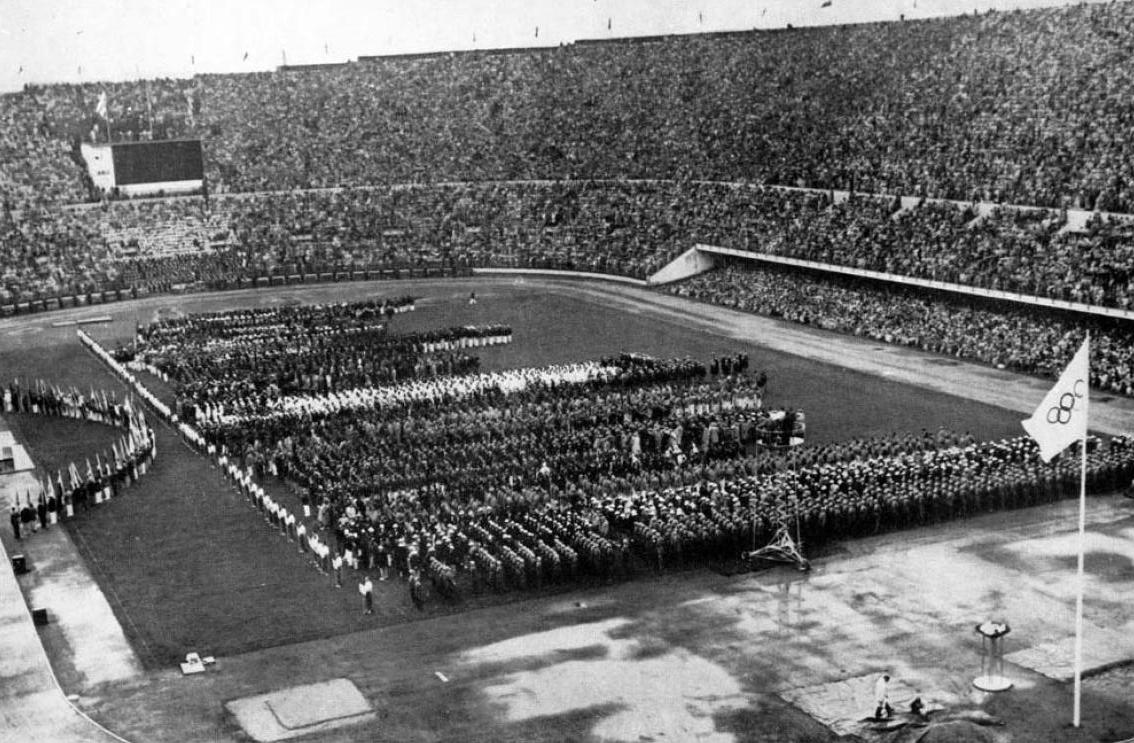
Eröffnungsfeier bei den Olympischen Spielen in Helsinki

Der 100-Meter-Lauf der Frauen bei den Olympischen Spielen 1952 in Helsinki wurde am 21. und 22. Juli 1952 im Olympiastadion in Helsinki ausgetragen. 56 Athletinnen nahmen teil.
Olympiasiegerin wurde die Australierin Marjorie Jackson vor der Südafrikanerin Daphne Hasenjager. Bronze gewann die Australierin Shirley Strickland.

## Rekorde

### Bestehende Rekorde
| Weltrekord         | 11,5 s | Fanny Blankers-Koen ( Niederlande) | Amsterdam, Niederlande           | 13. Juni 1948  |
| Olympischer Rekord | 11,9 s | Stanisława Walasiewicz ( Polen)    | Vorlauf OS Los Angeles, USA      | 1. August 1932 |
| Olympischer Rekord | 11,9 s | Stanisława Walasiewicz ( Polen)    | Halbfinale OS Los Angeles, USA   | 1. August 1932 |
| Olympischer Rekord | 11,9 s | Stanisława Walasiewicz ( Polen)    | Finale OS Los Angeles, USA       | 2. August 1932 |
| Olympischer Rekord | 11,9 s | Hilda Strike ( Kanada)             | Finale OS Los Angeles, USA       | 2. August 1932 |
| Olympischer Rekord | 11,9 s | Fanny Blankers-Koen ( Niederlande) | Finale OS London, Großbritannien | 2. August 1948 |

### Rekordverbesserungen / -egalisierungen
Die bestehenden Welt- und Olympiarekorde wurden mehrfach verbessert und egalisiert.
- Olympischer Rekord – zwei Verbesserungen / drei Egalisierungen:
  - 11,9 s (egalisiert) – Catherine Hardy (USA), siebter Vorlauf am 21. Juli
  - 11,6 s – Marjorie Jackson (Australien), achter Vorlauf am 21. Juli
  - 11,6 s (egalisiert) – Marjorie Jackson (Australien), erstes Viertelfinale am 21. Juli
  - 11,5 s – Marjorie Jackson (Australien), erstes Halbfinale am 22. Juli
  - 11,5 s (egalisiert) – Marjorie Jackson (Australien), Finale am 22. Juli
- Weltrekord – zwei Egalisierungen:
  - 11,5 s (egalisiert) – Marjorie Jackson (Australien), erstes Halbfinale am 22. Juli
  - 11,5 s (egalisiert) – Marjorie Jackson (Australien), Finale am 22. Juli

## Durchführung des Wettbewerbs
Die Wettbewerberinnen traten am 20. Juli zu zwölf Vorläufen an. Die jeweils zwei besten Athletinnen – hellblau unterlegt – qualifizierten sich für das Viertelfinale am selben Tag, aus dem die jeweils drei Bestplatzierten – wiederum hellblau unterlegt – die nächste Runde, das Halbfinale, erreichten. Die beiden Vorentscheidungen und das Finale wurden am 22. Juli durchgeführt. In den Halbfinals qualifizierten sich die jeweils ersten drei Läuferinnen – hellblau unterlegt – für das Finale.

## Zeitplan
21. Juli, 15:30 Uhr: Vorläufe

21. Juli, 18:00 Uhr: Viertelfinale

22. Juli, 16:35 Uhr: Halbfinale

22. Juli, 18:35 Uhr: Finale

## Vorläufe
Datum: 21. Juli 1952, ab 15:30 Uhr

### Vorlauf 1
| Platz | Name              | Nation      | Offizielle Zeit handgestoppt | Inoffizielle Zeit elektronisch |
| ----- | ----------------- | ----------- | ---------------------------- | ------------------------------ |
| 1     | Winsome Cripps    | Australien  | 12,0 s                       | 12,18 s                        |
| 2     | Zvetana Berkovska | Bulgarien   | 12,2 s                       | 12,43 s                        |
| 3     | Lilián Heinz      | Argentinien | 12,7 s                       | 13,01 s                        |
| 4     | Ulla Pokki        | Finnland    | 12,7 s                       | 13,06 s                        |
| 5     | Nilima Ghose      | Indien      | 13,6 s                       | 13,80 s                        |

### Vorlauf 2
| Platz | Name                | Nation   | Offizielle Zeit handgestoppt | Inoffizielle Zeit elektronisch |
| ----- | ------------------- | -------- | ---------------------------- | ------------------------------ |
| 1     | Mae Faggs           | USA      | 12,1 s                       | 12,44 s                        |
| 2     | Liliana Tagliaferri | Italien  | 12,6 s                       | 12,86 s                        |
| 3     | Aranka Szabó-Bartha | Ungarn   | 12,7 s                       | 12,90 s                        |
| 4     | Elżbieta Bocian     | Polen    | 12,9 s                       | 13,10 s                        |
| DNS   | Maire Österdahl     | Finnland |                              |                                |

### Vorlauf 3
| Platz | Name              | Nation      | Offizielle Zeit handgestoppt | Inoffizielle Zeit elektronisch |
| ----- | ----------------- | ----------- | ---------------------------- | ------------------------------ |
| 1     | Bertha Brouwer    | Niederlande | 12,0 s                       | 12,26 s                        |
| 2     | Irina Turowa      | Sowjetunion | 12,0 s                       | 12,25 s                        |
| 3     | Vittoria Cesarini | Italien     | 12,3 s                       | 12,78 s                        |
| 4     | Tang Pai Wah      | Singapur    | 13,8 s                       | 14,08 s                        |
| DNS   | Leah Horowitz     | Israel      |                              |                                |

### Vorlauf 4
| Platz | Name             | Nation         | Offizielle Zeit handgestoppt | Inoffizielle Zeit elektronisch |
| ----- | ---------------- | -------------- | ---------------------------- | ------------------------------ |
| 1     | Helga Klein      | BR Deutschland | 12,1 s                       | 12,30 s                        |
| 2     | Heather Armitage | Großbritannien | 12,3 s                       | 12,57 s                        |
| 3     | Lilián Buglia    | Argentinien    | 12,3 s                       | 12,62 s                        |
| 4     | Alexandra Sicoe  | Rumänien       | 12,8 s                       | 12,93 s                        |
| 5     | Leena Sipilä     | Finnland       | 13,4 s                       | 13,70 s                        |

### Vorlauf 5

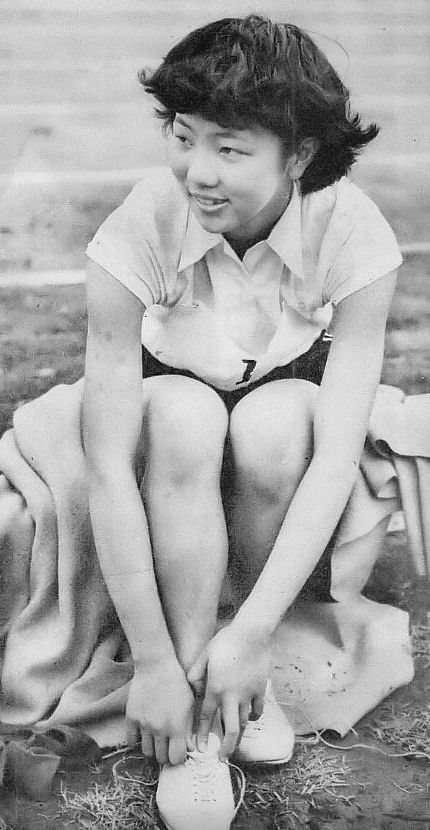
Ayako Yoshikawa – ausgeschieden als Fünfte des fünften Vorlaufs

| Platz | Name                 | Nation         | Offizielle Zeit handgestoppt | Inoffizielle Zeit elektronisch |
| ----- | -------------------- | -------------- | ---------------------------- | ------------------------------ |
| 1     | Maria Sander         | BR Deutschland | 12,2 s                       | 12,42 s                        |
| 2     | Anna-Lisa Augustsson | Schweden       | 12,4 s                       | 12,67 s                        |
| 3     | Rosella Thorne       | Kanada         | 12,5 s                       | 12,77 s                        |
| 4     | Ilona Tolnai-Rákhely | Ungarn         | 12,6 s                       | 12,95 s                        |
| 5     | Ayako Yoshikawa      | Japan          | 12,6 s                       | 13,00 s                        |

### Vorlauf 6
| Platz | Name                   | Nation      | Offizielle Zeit handgestoppt | Inoffizielle Zeit elektronisch |
| ----- | ---------------------- | ----------- | ---------------------------- | ------------------------------ |
| 1     | Giuseppina Leone       | Italien     | 12,2 s                       | 12,38 s                        |
| 2     | Janet Moreau           | USA         | 12,5 s                       | 12,68 s                        |
| 3     | Nel Büch               | Niederlande | 12,6 s                       | 12,95 s                        |
| 4     | Jorun Askersrud-Tangen | Norwegen    | 13,0 s                       | 13,18 s                        |
| 5     | Sonja Prétôt           | Schweiz     | 14,7 s                       | 14,93 s                        |

### Vorlauf 7
| Platz | Name              | Nation         | Offizielle Zeit handgestoppt | Inoffizielle Zeit elektronisch |
| ----- | ----------------- | -------------- | ---------------------------- | ------------------------------ |
| 1     | Catherine Hardy   | USA            | 11,9 s ORe                   | 12,18 s                        |
| 2     | June Foulds       | Großbritannien | 12,1 s                       | 12,34 s                        |
| 3     | Alberte de Campou | Frankreich     | 12,2 s                       | 12,44 s                        |
| 4     | Helena de Menezes | Brasilien      | 12,5 s                       | 12,83 s                        |
| 5     | Ana María Fontán  | Argentinien    | 12,9 s                       | 13,33 s                        |

### Vorlauf 8
| Platz | Name             | Nation     | Offizielle Zeit handgestoppt | Inoffizielle Zeit elektronisch |
| ----- | ---------------- | ---------- | ---------------------------- | ------------------------------ |
| 1     | Marjorie Jackson | Australien | 11,6 s OR                    | 11,86 s                        |
| 2     | Yvette Monginou  | Frankreich | 12,3 s                       | 12,64 s                        |
| 3     | Luella Law       | Kanada     | 12,4 s                       | 12,70 s                        |
| 4     | Thelma Jones     | Bermuda    | 12,5 s                       | 12,75 s                        |

### Vorlauf 9
| Platz | Name               | Nation         | Offizielle Zeit handgestoppt | Inoffizielle Zeit elektronisch |
| ----- | ------------------ | -------------- | ---------------------------- | ------------------------------ |
| 1     | Shirley Strickland | Australien     | 12,0 s                       | 12,20 s                        |
| 2     | Wera Kalaschnikowa | Sowjetunion    | 12,2 s                       | 12,32 s                        |
| 3     | Quita Shivas       | Großbritannien | 12,5 s                       | 12,82 s                        |
| 4     | Emma Konrad        | Rumänien       | 13,0 s                       | 13,10 s                        |
| 5     | Mary D’Souza       | Indien         | 13,1 s                       | 13,40 s                        |

### Vorlauf 10
| Platz | Name                     | Nation                | Offizielle Zeit handgestoppt | Inoffizielle Zeit elektronisch |
| ----- | ------------------------ | --------------------- | ---------------------------- | ------------------------------ |
| 1     | Daphne Hasenjager        | Südafrikanische Union | 11,9 s                       | 12,16 s                        |
| 2     | Eleanor McKenzie         | Kanada                | 12,2 s                       | 12,41 s                        |
| 3     | Nell Sjöström            | Schweden              | 12,4 s                       | 12,71 s                        |
| 4     | Ibolya Tilkovszky        | Ungarn                | 12,4 s                       | 12,75 s                        |
| 5     | Phyllis Lightbourn-Jones | Bermuda               | 13,3 s                       | 13,55 s                        |

### Vorlauf 11
| Platz | Name                   | Nation         | Offizielle Zeit handgestoppt | Inoffizielle Zeit elektronisch |
| ----- | ---------------------- | -------------- | ---------------------------- | ------------------------------ |
| 1     | Fanny Blankers-Koen    | Niederlande    | 11,9 s                       | 12,18 s                        |
| 2     | Marga Petersen         | BR Deutschland | 12,0 s                       | 12,32 s                        |
| 3     | Denise Laborie-Guénard | Frankreich     | 12,6 s                       | 12,88 s                        |
| 4     | Graviola Ewing         | Guatemala      | 13,0 s                       | 13,05 s                        |
| DNS   | Adriana Millard        | Chile          |                              |                                |

### Vorlauf 12
| Platz | Name               | Nation                | Offizielle Zeit handgestoppt | Inoffizielle Zeit elektronisch |
| ----- | ------------------ | --------------------- | ---------------------------- | ------------------------------ |
| 1     | Edna Maskell       | Südafrikanische Union | 11,9 s                       | 12,26 s                        |
| 2     | Nadeschda Chnykina | Sowjetunion           | 12,0 s                       | 12,25 s                        |
| 3     | Hyacinth Walters   | Jamaika               | 12,4 s                       | 12,53 s                        |
| 4     | Elfriede Steurer   | Österreich            | 12,7 s                       | 12,86 s                        |
| 5     | Agneta Hannerz     | Schweden              | 12,8 s                       | 13,09 s                        |

## Viertelfinale
Datum: 21. Juli 1952, ab 18:00 Uhr

### Lauf 1

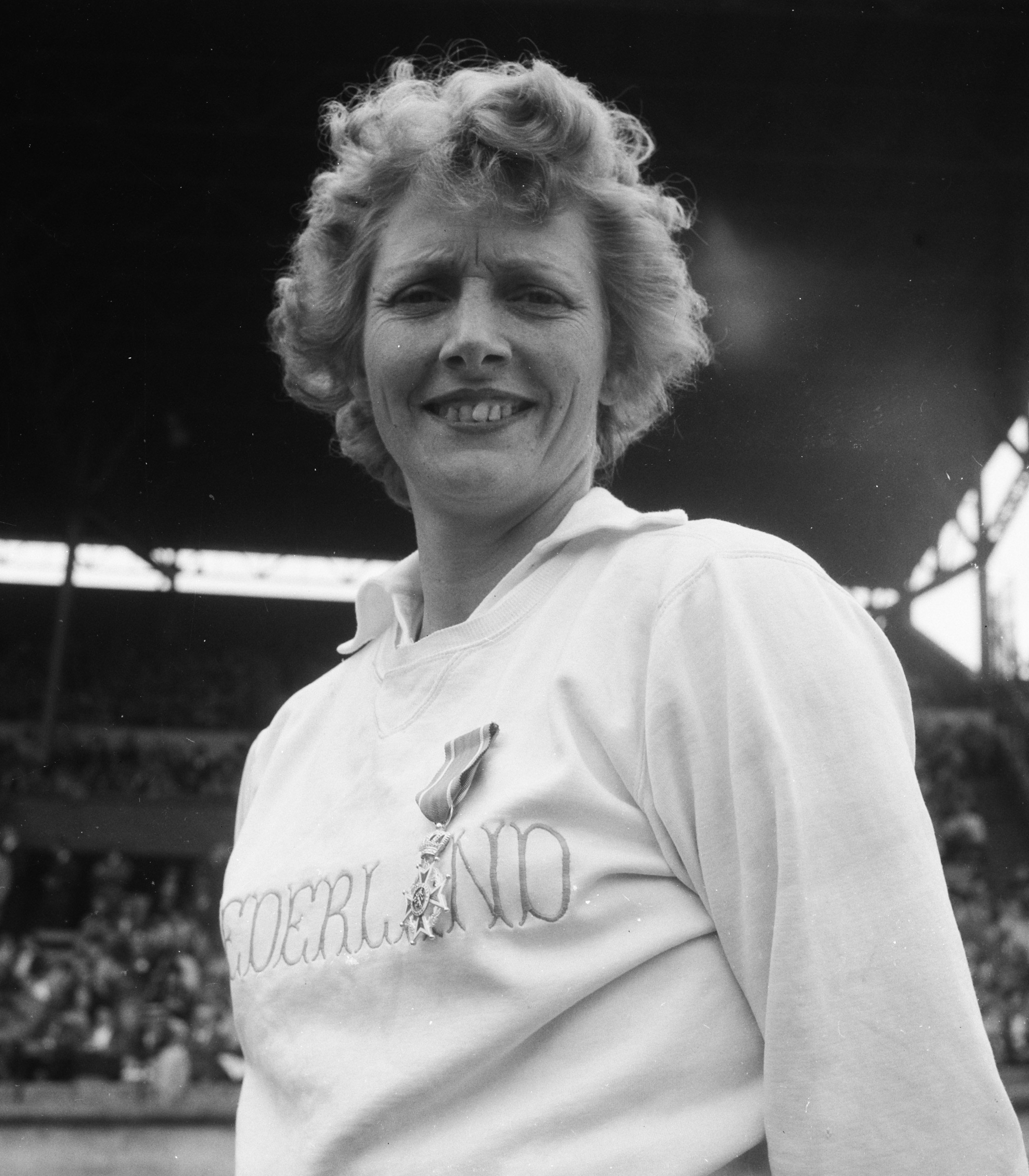
Fanny Blankers-Koen trat im Halbfinale nicht mehr an

| Platz | Name              | Nation         | Offizielle Zeit handgestoppt | Inoffizielle Zeit elektronisch |
| ----- | ----------------- | -------------- | ---------------------------- | ------------------------------ |
| 1     | Marjorie Jackson  | Australien     | 11,6 s ORe                   | 11,84 s                        |
| 2     | Marga Petersen    | BR Deutschland | 12,0 s                       | 12,30 s                        |
| 3     | Bertha Brouwer    | Niederlande    | 12,0 s                       | 12,33 s                        |
| 4     | Giuseppina Leone  | Italien        | 12,2 s                       | 12,42 s                        |
| 5     | Heather Armitage  | Großbritannien | 12,3 s                       | 12,58 s                        |
| 6     | Zvetana Berkovska | Bulgarien      | 12,3 s                       | 12,60 s                        |

### Lauf 2

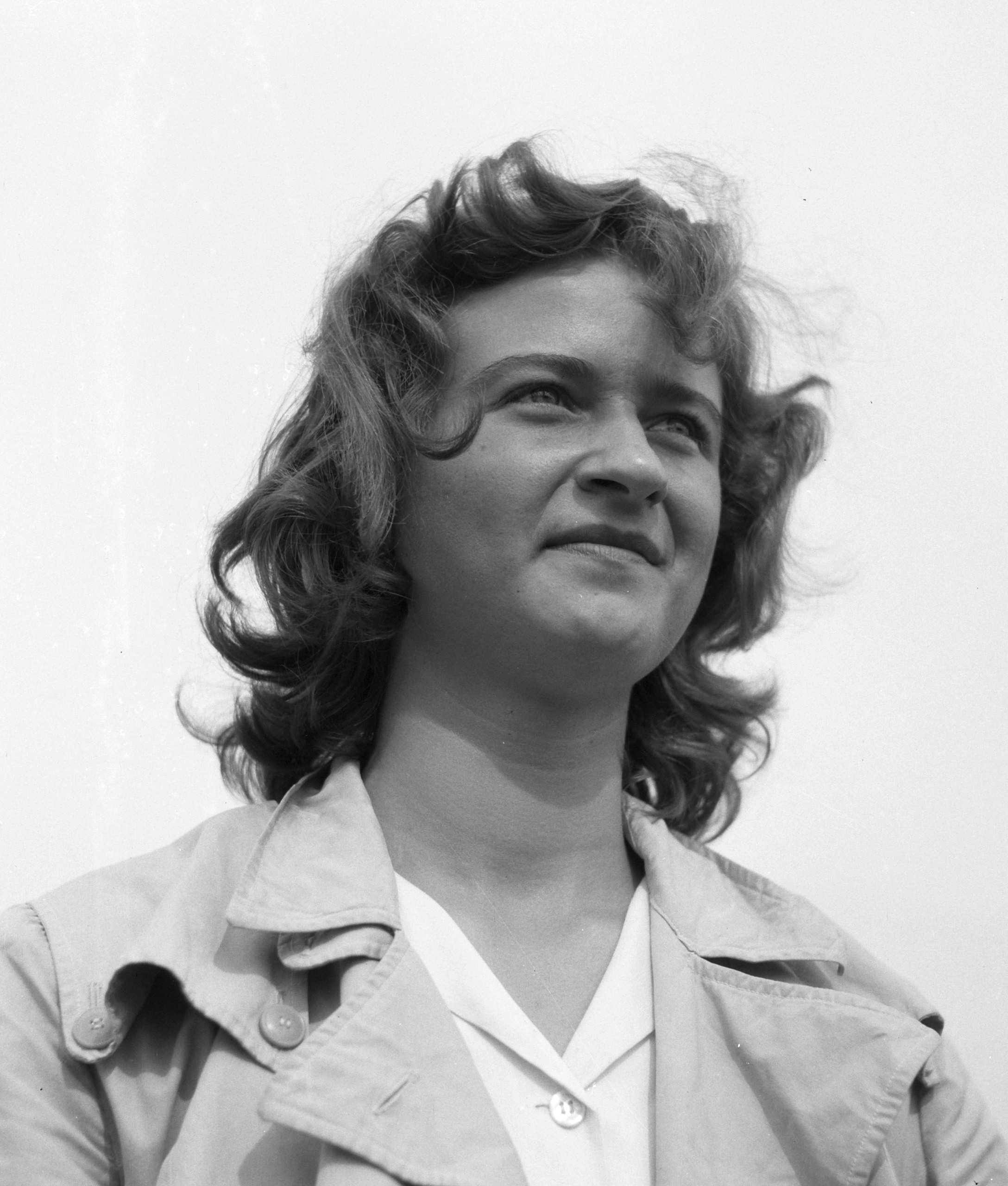
Bertha Brouwer – ausgeschieden als Vierte des zweiten Halbfinals

| Platz | Name                | Nation         | Offizielle Zeit handgestoppt | Inoffizielle Zeit elektronisch |
| ----- | ------------------- | -------------- | ---------------------------- | ------------------------------ |
| 1     | Maria Sander        | BR Deutschland | 12,0 s                       | 12,20 s                        |
| 2     | Fanny Blankers-Koen | Niederlande    | 12,0 s                       | 12,22 s                        |
| 3     | Mae Faggs           | USA            | 12,0 s                       | 12,22 s                        |
| 4     | Irina Turowa        | Sowjetunion    | 12,1 s                       | 12,28 s                        |
| 5     | Eleanor McKenzie    | Kanada         | 12,1 s                       | 12,44 s                        |
| 6     | Yvette Monginou     | Frankreich     | 12,4 s                       | 12,66 s                        |

### Lauf 3

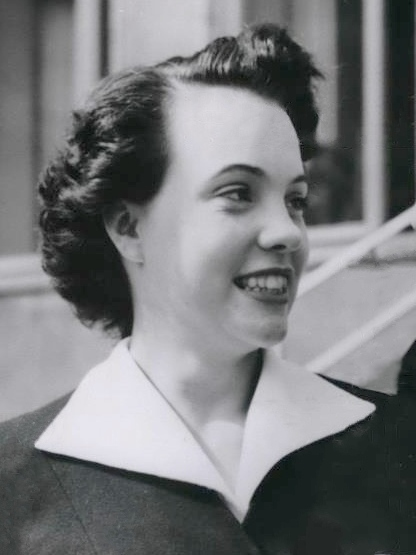
June Foulds – ausgeschieden als Vierte des dritten Viertelfinals

| Platz | Name                 | Nation                | Offizielle Zeit handgestoppt | Inoffizielle Zeit elektronisch |
| ----- | -------------------- | --------------------- | ---------------------------- | ------------------------------ |
| 1     | Daphne Hasenjager    | Südafrikanische Union | 12,0 s                       | 12,19 s                        |
| 2     | Wera Kalaschnikowa   | Sowjetunion           | 12,1 s                       | 12,26 s                        |
| 3     | Winsome Cripps       | Australien            | 12,1 s                       | 12,30 s                        |
| 4     | June Foulds          | Großbritannien        | 12,3 s                       | 12,45 s                        |
| 5     | Janet Moreau         | USA                   | 12,5 s                       | 12,67 s                        |
| 6     | Anna-Lisa Augustsson | Schweden              | 12,5 s                       | 12,66 s                        |

### Lauf 4

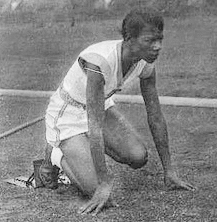
Catherine Hardy – ausgeschieden als Vierte des vierten Viertelfinals

| Platz | Name                | Nation                | Offizielle Zeit handgestoppt | Inoffizielle Zeit elektronisch |
| ----- | ------------------- | --------------------- | ---------------------------- | ------------------------------ |
| 1     | Nadeschda Chnykina  | Sowjetunion           | 12,0 s                       | 12,29 s                        |
| 2     | Helga Klein         | BR Deutschland        | 12,0 s                       | 12,27 s                        |
| 3     | Shirley Strickland  | Australien            | 12,0 s                       | 12,28 s                        |
| 4     | Catherine Hardy     | USA                   | 12,1 s                       | 12,31 s                        |
| 5     | Edna Maskell        | Südafrikanische Union | 12,2 s                       | 12,38 s                        |
| 6     | Liliana Tagliaferri | Italien               | 12,9 s                       | 13,14 s                        |

## Halbfinale
Datum: 22. Juli 1952, ab 16:35 Uhr

### Lauf 1
| Platz | Name                | Nation         | Offizielle Zeit handgestoppt | Inoffizielle Zeit elektronisch | Anmerkung                         |
| ----- | ------------------- | -------------- | ---------------------------- | ------------------------------ | --------------------------------- |
| 1     | Marjorie Jackson    | Australien     | 11,5 s WRe/OR                | 11,75 s                        |                                   |
| 2     | Winsome Cripps      | Australien     | 12,0 s                       | 12,16 s                        |                                   |
| 3     | Mae Faggs           | USA            | 12,1 s                       | 12,16 s                        |                                   |
| 4     | Nadeschda Chnykina  | Sowjetunion    | 12,1 s                       | 12,17 s                        |                                   |
| 5     | Marga Petersen      | BR Deutschland | 12,1 s                       | 12,17 s                        |                                   |
| DNS   | Fanny Blankers-Koen | Niederlande    |                              |                                | krankheitsbedingter Startverzicht |

### Lauf 2
| Platz | Name               | Nation                | Offizielle Zeit handgestoppt | Inoffizielle Zeit elektronisch |
| ----- | ------------------ | --------------------- | ---------------------------- | ------------------------------ |
| 1     | Daphne Hasenjager  | Südafrikanische Union | 11,9 s                       | 12,13 s                        |
| 2     | Shirley Strickland | Australien            | 11,9 s                       | 12,17 s                        |
| 3     | Maria Sander       | BR Deutschland        | 12,0 s                       | 12,24 s                        |
| 4     | Bertha Brouwer     | Niederlande           | 12,1 s                       | 12,32 s                        |
| 5     | Wera Kalaschnikowa | Sowjetunion           | 12,1 s                       | 12,41 s                        |
| 6     | Helga Klein        | BR Deutschland        | 12,3 s                       | 12,53 s                        |

## Finale

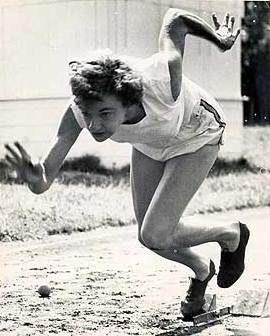
Olympiasiegerin Marjorie Jackson
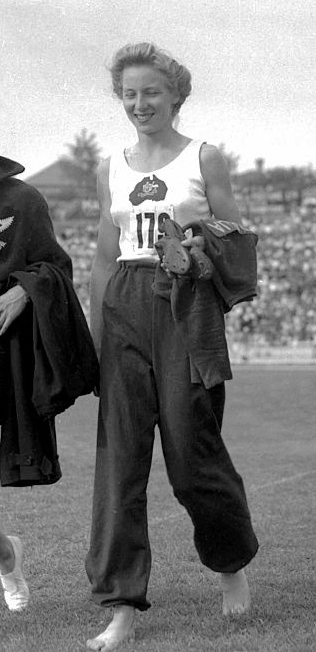
Bronze gab es für Shirley Strickland, zwei Tage später Siegerin über 80 Meter Hürden

Datum: 22. Juli 1952, 18:35 Uhr
| Platz | Name               | Nation                | Offizielle Zeit handgestoppt | Inoffizielle Zeit elektronisch |
| ----- | ------------------ | --------------------- | ---------------------------- | ------------------------------ |
| 1     | Marjorie Jackson   | Australien            | 11,5 s WRe/ORe               | 11,67 s                        |
| 2     | Daphne Hasenjager  | Südafrikanische Union | 11,8 s                       | 12,05 s                        |
| 3     | Shirley Strickland | Australien            | 11,9 s                       | 12,12 s                        |
| 4     | Winsome Cripps     | Australien            | 11,9 s                       | 12,16 s                        |
| 5     | Maria Sander       | BR Deutschland        | 12,0 s                       | 12,27 s                        |
| 6     | Mae Faggs          | USA                   | 12,1 s                       | 12,27 s                        |

Die Olympiasiegerin von 1948, die Niederländerin Fanny Blankers-Koen, zugleich amtierende Europameisterin und Weltrekordhalterin, war krankheitsbedingt zum Halbfinale nicht angetreten, um sich ganz auf den 80-Meter-Hürdenlauf zu konzentrieren.
Die Australierin Marjorie Jackson, Siegerin bei den British Empire Games 1950, war nun die Favoritin auf den Olympiasieg. Sowohl im Halbfinale als auch im Finale stellte sie den Weltrekord ein. Sie gewann das Rennen so überlegen wie keine 100-Meter-Olympiasiegerin vorher mit drei Zehntelsekunden Vorsprung vor der Südafrikanerin Daphne Hasenjager und ihrer Landsfrau Shirley Strickland, spätere Shirley de la Hunty.
Daphne Hasenjager gewann die erste olympische Medaille Südafrikas über die 100 Meter der Frauen.

## Video
- Marjorie Jackson Wins 100m - Australia's First Athletics Gold | Helsinki 1952 Olympics, youtube.com, abgerufen am 8. August 2021